# 申沅昊
申沅昊（韓語：신원호），是出生在韓國首爾特別市的著名製作人及導演。代表作品有《請回答1997》、《請回答1994》、《請回答1988》、《機智牢房生活》、《機智醫生生活》。曾為於CJ E&M任職製作人。現為Egg is Coming (CJ E&M子公司) 製作人。

## 學歷及經歷
- 首爾大學化學工程系
- KBS藝能局製作人

## 作品

### 綜藝節目
- 2004年 KBS《快樂星期天（朝鲜语：해피선데이）》
- 2004年 KBS《明星金鐘》
- 2009年 KBS《男人的資格（朝鲜语：남자의 자격）》
- 2021年 YouTube上的Channel十五夜頻道&tvN 《機智的露營生活》

### 電視劇
- 2004年 KBS 《老小姐日記（朝鲜语：올드 미스 다이어리）》
- 2012年 tvN 《請回答1997》
- 2013年 tvN 《請回答1994》
- 2015年 tvN 《請回答1988》
- 2017年 tvN 《機智牢房生活》
- 2020年 tvN 《機智醫生生活》
- 2021年 tvN 《機智醫生生活2》
- 2025年 tvN 《機智住院醫生生活》

### 演出
- 2025年tvN劇集《機智住院醫生生活》第9集客串演出電視節目製作人。

## 獲獎
- 2014年 韓國電視劇節 導演賞[1]
- 2016年 第52屆百想藝術大賞 電視部門 導演賞（《請回答1988》）
- 2016年 第5屆APAN Star Awards 導演賞（《請回答1988》）

## 另請參見
- 李明翰（朝鲜语：이명한 (1970년)）
- 李祐汀
- 羅暎錫

## 備註
1. ↑  .   [2014-11-11]. （原始内容存档于2014-11-11）.